# Lac des Trois Caribous
Lac des Trois Caribous är en sjö i Kanada.   Den ligger i regionen Capitale-Nationale och provinsen Québec, i den sydöstra delen av landet, 400 km nordost om huvudstaden Ottawa. Lac des Trois Caribous ligger 409 meter över havet. Arean är 3,8 kvadratkilometer. Den sträcker sig 4,8 kilometer i nord-sydlig riktning, och 3,2 kilometer i öst-västlig riktning.
I omgivningarna runt Lac des Trois Caribous växer i huvudsak blandskog. Trakten runt Lac des Trois Caribous är nära nog obefolkad, med mindre än två invånare per kvadratkilometer.